# 布朗 (汝拉省)
布朗（法語：Brans，法語發音：[bʁɑ̃]）是法国汝拉省的一个市镇，位于该省北部，属于多勒区。

## 地理
布朗（47°13'56"N, 5°34'2"E）面积8.77 平方千米，位于法国勃艮第-弗朗什-孔泰大區汝拉省，该省份为法国东部内陆省份，北起上索恩省，西北接科多尔省，西临索恩-卢瓦尔省，南至安省，东与杜省和瑞士接壤。
与布朗接壤的市镇（或旧市镇、城区）包括：达马尔坦-马尔潘、马朗日、蒙米雷堡、奥夫朗日、塞尔莱穆利耶尔、泰尔韦。

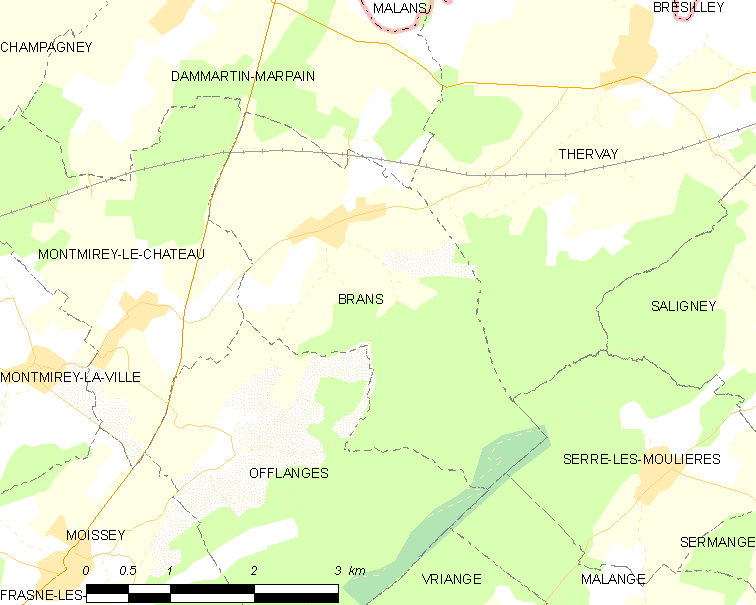
的OSM定位图

布朗的时区为UTC+01:00、UTC+02:00（夏令时）。

## 行政
布朗的邮政编码为39290，INSEE市镇编码为39074。

## 政治
布朗所属的省级选区为欧蒂姆县。

## 人口

1962-2008年间人口变化图示

布朗于2022年1月1日时的人口数量为199人。